# Seznam nizozemskih pevcev
Seznam nizozemskih pevcev.

## A
- Thomas Acda
- Willeke Alberti
- Amber (Liu; Marie-Claire Cremers: niz.-nem.)
- Elly Ameling
- Dick Annegarn

## B
- Douwe Bob
- Johannes "Hans" Bouwens = George Baker
- Willem Breuker
- Corry Brokken
- Herman Brood

## C
- Carisma (Marie-José van der Kolk)

## D
- Christina Deutekom
- Alphons Diepenbrock

## E
- Caro Emerald

## F
- Bobby Farrell
- Joan Franka

## J
- Gerard Joling

## K
- Jerney Kaagman
- Edward Ka-Spel (angleško-nizozemski)
- Gerard Koerts ?
- Marie-José van der Kolk - Carisma
- Sharon Kovacs
- Lenny Kuhr

## L
- Duncan Laurence
- Thijs van Leer
- Paul de Leeuw
- Johnny Lion

## O
- Johannes Ockeghem
- Trijntje Oosterhuis

## R
- Def Rhymz
- Edsilia Rombley

## S
- Teddy Scholten
- Sevdaliza (Sevda Alizadeh) (iransko-nizozemska)
- Heintje Simons

## V
- Cees Veerman
- Piet Veerman
- Remco Veldhuis
- Willemijn Verkaik